# Jan Bouman Haus

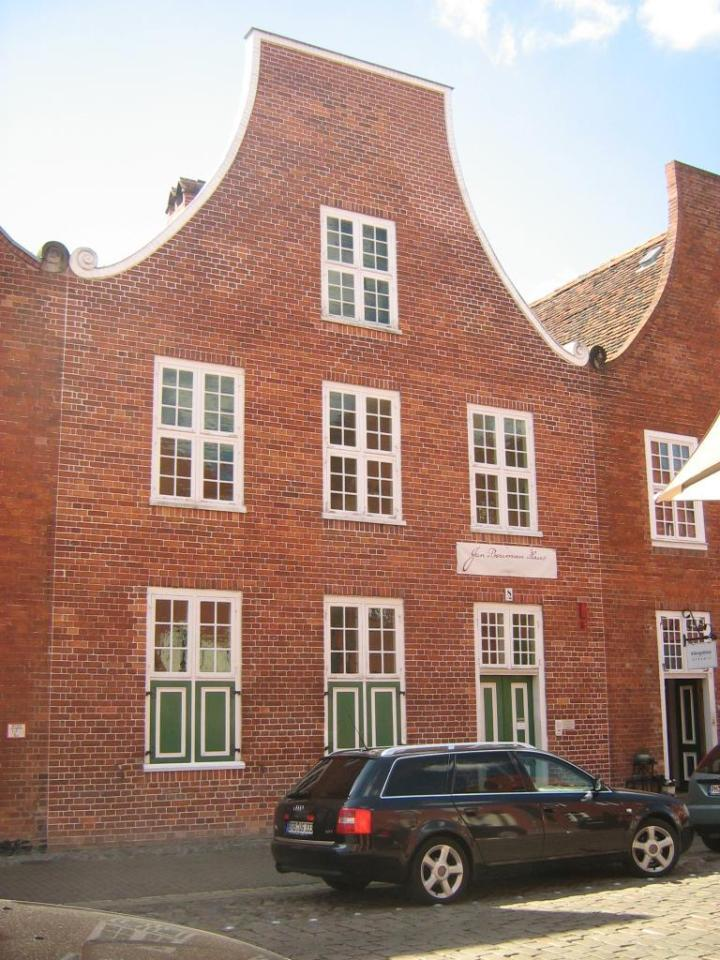
Het Jan-Boumann-Haus

Het Jan Bouman Haus is een museum en beschermd monument in de Duitse stad Potsdam dat de geschiedenis van het Holländisches Viertel (Hollandse Wijk) in de stad documenteert. Het is genoemd naar de Nederlandse bouwmeester en Pruisische koninklijke Oberbaudirektor van de wijk, Jan Bouman.
Het museum wordt geëxploiteerd door de Förderverein zur Pflege niederländischer Kultur in Potsdam e. V.

## Geschiedenis
Het in 1735 gebouwde huis aan de Mittelstraße 8 behoort tot het eerste blok van het Holländisches Viertel in Potsdam. In de wijk werden tussen 1732 en 1742 vier blokken met in totaal 134 huizen gebouwd onder de leiding van de Nederlandse meubelmaker, scheepsbouwer en timmerman Jan Bouman. Dit gebeurde in opdracht van koning Friedrich Wilhelm I van Pruissen, om Nederlandse ambachtslieden te stimuleren zich in Potsdam te vestigen.
Zoals blijkt uit de "Specifikation von die Holländischen Häuser am Nauenschen Thore" uit 1738 waren de eerste bewoners van het huis de Nederlandse grenadier Johan Schrage en zijn gezin. Vanaf 1768 wisselden de huurders en eigenaars regelmatig. In het begin van de 20ste eeuw werd het huis door meerdere personen bewoond. In 1907 waren in het huis zeven ruimten die door acht huurders werden gebruikt. Door oorlogsschade aan het dak en aan de gevel was het huis vanaf 1945 evenwel nog slechts beperkt te gebruiken. Na het overlijden van de laatste eigenaresse in 1979 stond het leeg en raakte het in verval.

## Architectuur
Het huis is een rijtjeshuis met de deur aan de straat, gebouwd in twee verdiepingen. Het heeft een halsgevel en een zadeldak. Het behoort tot de zogenaamde 'halve huizen', omdat het slechts drie assen/balken heeft, in tegenstelling tot huizen die naar een binnenplein/hof zijn toegewend en daardoor slechts ongeveer de halve bewoonbare oppervlakte heeft. Kenmerkend voor de gevel is de rode baksteen met witte voegen en zonder pleisterwerk. Dit is conform de Hollandse bouwtraditie, net als de witte vierkante kozijnen met ramen waarin het glas met smalle glaslatten en de wit-groen geschilderde halve raamluiken, de zogenaamde windluiken.
In beide etages bevinden zich elk een grote woonkamer, beide gelegen aan de straatkant, een voorraadkast en een keuken die aan de kant van de hof liggen. Het trappenhuis geeft zowel toegang tot de hof als tot de eerste verdieping.

## Gebruik als museum
Reeds in 1986 realiseerde men zich dat het gebouw een groot aantal origineel barokke details bevat en bovendien voor het grootste gedeelte in de originele toestand teruggebracht kon worden. Hierna kan het dan dienen als een getuige van het Hollandse leven in Potsdam door het huis voor het publiek toegankelijk te maken. De in 1990 gestichte Förderverein zur Pflege niederländischer Kultur in Potsdam e. V. heeft zich er sterk voor gemaakt dat deze gedachte na de Duitse hereniging een vervolg krijgt. Als sponsor kon de Wüstenrot Stiftung aangetrokken worden, die het project met 1,5 miljoen DM (€ 750.000) heeft ondersteund. De grond werd door de stichting aangekocht en aan de Stad Potsdam overgedragen.
Tussen 1995 en 1997 werd het gehele ensemble, bestaand uit voorhuis, schuur en tuin gerenoveerd.
Op 18 april 1997 werd het huis feestelijk als museum geopend en het wordt sindsdien door de vereniging geëxploiteerd. De permanente tentoonstelling toont de geschiedenis van het Holländisches Viertel en de renovatie van de als monument beschermde huizen naast huisraad en enkele meubelen uit de 18de eeuw.